# موارد إدارية
الموارد الإدارية هي قدرة المرشحين السياسيين و (الأحزاب) على استخدام مناصبهم الرسمية أو اتصالاتهم بالمؤسسات الحكومية للتأثير على نتائج الانتخابات.
يستخدم هذا المصطلح على نطاق واسع في روسيا وغيرها من دول الاتحاد السوفيتي السابق، وذلك لانتشار هذه الممارسة، ومعرفتها جيدًا، ومناقشتها بشكل علني من قبل الجمهور ووسائل الإعلام. فتعتبر الموارد الإدارية في هذه الدول أحد العوامل الرئيسية في معظم الانتخابات. وتستخدم ممارسات مماثلة بدرجات متفاوتة في جميع أنحاء العالم، ومن بينها الدول التي تعتبر ديمقراطية في الغالب.
فالموارد الإدارية هي عامل واحد فقط من بين العوامل الثلاثة الرئيسية التي تحدد نتيجة الانتخابات. والعاملان الرئيسيان الآخران هما الإيديولوجيا (برنامج المرشح الانتخابي) واستخدام التكنولوجيات السياسية (العلاقات العامة، وتنظيم الحملة الانتخابية، وغير ذلك).
الموارد الإدارية التي يمكن تطبيقها من بين العديد من الأساليب المختلفة هي:
- تعبئة الموارد التنظيمية والمالية. يمكن للسلطات الضغط بسهولة على رجال الأعمال لتمويل المرشحين والأحزاب المفضلة لهم. قبل الانتخابات البرلمانية الروسية، يستخدم المال غالبًا لإنشاء «أحزاب تابعة للسلطات»، لا تقوم على إيديولوجيا معينة ولكن على أساس الاندماج مع الحكومة وسهولة الوصول إلى المال.
- يمكن تطبيق القوانين بشكل انتقائي لمساعدة المرشحين المفضلين، من خلال عرقلة المنافسين. يمكن للسلطات استخدام عمليات تفتيش ضريبي متكررة، وتحريات من الشرطة، واعتقالات لمعاقبة رجال الأعمال الذين يمولون المرشحين المنافسين.
- يمكن للسلطات استخدام قوانين الانتخابات لصالحها، على سبيل المثال، من خلال زعم حجة للطعن في النتائج بعد ذلك في حالة فوز مرشح غير مرغوب. وثمة خيار آخر هو منع بعض الفئات من الناس، المحتمل تصويتهم ضد المرشح المفضل، من التصويت.
- يمكن حشد المؤسسات الحكومية، مثل الجيش والسجون والمستشفيات والمدارس العامة، من أجل جمع التوقيعات وغيرها من الأهداف. ويمكن أيضًا لهذه المؤسسات الضغط على موظفيها وعملائها للتصويت لمرشحين معينين، وكذلك ممارسة الرقابة على الأصوات باستضافة مراكز الاقتراع.
- إعادة توزيع أموال الميزانية. يمكن للسلطات رشوة الناخبين بشكل غير مباشر عن طريق سداد ديون التقاعد، وفهرسة الرواتب، وغيرها. ويمكن للحكومة الاتحادية السيطرة على المحافظين من خلال تدبير تبرعات لمحافظاتهم.
- السيطرة على الإعلام. يمكن لحاكمي الولايات أو المناطق إنشاء موضوعات إخبارية بسهولة لوسائل الإعلام، للحصول على دعاية مجانية والتحايل على حدود الإعلانات التلفزيونية المفروضة على جميع المرشحين. وقد استخدم هذا الأسلوب بفعالية خاصة في الانتخابات الرئاسية الروسية عام 2004.
- تزوير نتائج الانتخابات. يمكن إدخال أصوات إضافية بأسماء أولئك الذين لم يصوتوا، ويمكن إبطال بطاقات التصويت الخاصة بمرشح «خطأ» من خلال إتلافها، ويمكن استبدال بطاقات التصويت. ويمكن للسلطات أيضًا السيطرة على موظفي اللجان الانتخابية ومنع سيطرة المراقبين المستقلين.